# Royal Arctic Line
Royal Arctic Line, также известная как Royal Arctic и RAL — судоходная компания, осуществляющая грузовые перевозки в Гренландии. Она была основана в 1992 году, её штаб-квартира размещается в Нууке. В штате компании — 650 человек, собственник — Greenland Home Rule Government. Royal Arctic Line обслуживает грузовые маршруты между Нууком и Ольборгом, также ей принадлежат небольшие грузопассажирские паромы, курсирующие между городами и деревнями Гренландии.
Обслуживаемые порты:
- Ольборг (Дания)
- Аасиаат (с апреля по декабрь)
- Илулиссат (с апреля по декабрь)
- Маниитсок
- Нанорталик
- Нарсак
- Нуук
- Паамиут
- Какорток
- Касигианнгуит (только с апреля по декабрь)
- Сисимиут
- Тасиилак (с июля по октябрь)
- Упернавик (с июня по ноябрь)
- Уумманнак (с июня по ноябрь)